# The Dreamer (Blake Shelton)
The Dreamer è il secondo album in studio del cantante country statunitense Blake Shelton, pubblicato nel 2003.

## Tracce
1. Heavy Liftin' – 3:26
2. The Baby – 3:54
3. Asphalt Cowboy – 3:39
4. In My Heaven – 3:10
5. The Dreamer – 3:59
6. My Neck of the Woods – 3:45
7. Underneath the Same Moon – 3:52
8. Georgia in a Jug – 3:06
9. Playboys of the Southwestern World – 4:28
10. Someday – 3:36